# Geograficando (Revista académica)
Geograficando es una revista científica en línea, de publicación semestral, enfocada sobre cuestiones académico-científicas del campo de lo geográfico en sus aspectos físicos, sociales, económicos, políticos y culturales. Publica artículos de investigación, estudios de caso y ensayos originales e inéditos, reseñas bibliográficas y reseñas de tesis doctorales, bajo la modalidad de acceso abierto desde 2013.

## Indizacion
Integra el Núcleo Básico de Revistas Científicas Argentinas (CAICYT-CONICET), forma parte del Catálogo LATINDEX (Nivel 1) -Sistema Regional de Información en Línea para Revistas Científicas de América Latina, el Caribe, España y Portugal- y está incluida en el Índice de revistas en consolidación AmeliCA. Está indizada en Dialnet, DOAJ (Directory of Open Access Journal), ERIH Plus (European Reference Index for the Humanities and Social Science), LatAm (Estudios Latinoamericanos), EBSCO Essentials, Google Scholar y 4P (UNIRED: Proyecto Padrinazgo Publicaciones Periódicas Argentinas),  GALE Cengage Learning, SHERPA/RoMEO ,  en ANVUR (Agenzia Nazionale di Valutazione del Sistema Universitario e della Ricerca) y también está incluida en Ulrich's Periodicals Directory, Emerging Sources Citation Index (ESCI), Directory of Research, EZB Elektronische Zeitschriftenbibliothek y RevistALAS.